# شجين (دوعن)
'

تعديل مصدري - تعديل

شجين هي إحدى قرى عزلة صيف بمديرية دوعن التابعة لمحافظة حضرموت، بلغ تعداد سكانها 51 نسمة حسب تعداد اليمن لعام 2004.